# Prostitution au Belize
La prostitution au Belize est légale, mais l'achat de services sexuels ne l'est pas,. Les activités associées telles que la gestion d'un lupanar et le racolage à des fins de prostitution sont également illégales,,,.
La prostitution est répandue et a lieu dans les rues et dans les bordels, les bars, les boîtes de nuit et les hôtels.
Bien que nié par le gouvernement du Belize, le pays est une destination pour le tourisme sexuel,. Le tourisme sexuel impliquant des enfants est un problème dans le pays, et la source provient principalement de visiteurs des États-Unis.

## Situation juridique
L'achat de services sexuels est illégal dans le pays,.
Les activités connexes telles que recruter une autre personne pour qu'elle travaille comme prostituée, fournir des locaux pour la prostitution et vivre des revenus de la prostitution sont illégales. Tenir, gérer ou aider à la gestion d'un bordel est également interdit. Les lois sur les licences d’alcool interdisent la prostitution dans les bars.
Le chapitre 98 de la loi sur la compétence sommaire (infractions) interdit aux «prostituées ordinaires» (les femmes qui ont déjà reçu un avertissement de la police) de faire du racolage dans une rue ou un lieu public à des fins de prostitution,. Il est interdit aux «hommes» de racoler à des fins de prostitution, ou de solliciter ou d’importuner de façon persistante une femme à des fins dites immorales.
Les lois qui traitent des infractions liées à la prostitution, comme les nuisances, génèrent des sanctions minimes.
La loi d'interdiction de la traite des personnes de 2003 lutte contre la traite, mais la peine maximale est faible, comparée à d'autres pays, et est fixée à 5 ans d'emprisonnement ou 5 000 dollars d'amende.
Les lois sur l’immigration interdisent l’entrée dans le pays des prostituées ou de toute personne vivant du produit de la prostitution.
Les lois ne sont généralement pas appliquées,.

## Bordels
Bien qu'illégaux, les bordels sont répandus dans le pays. Orange Walk Town est réputé pour avoir la plus forte concentration de bordels.
En juin 2011, le bordel le plus connu du pays, Raul's Rose Garden, a été incendié. Il avait ouvert ses portes en février 1981. Avant leur retrait dans les années 1990, l'établissement était populaire auprès des soldats britanniques.
Certains hôtels utilisent un système «ficha». Les prostituées louent des chambres à l'hôtel et attirent les clients au bar. Les femmes reçoivent une commission sur les boissons achetées par les clients avant de se rendre dans les chambres. Le loyer de la chambre est pris hors de la commission. Ces hôtels sont souvent reliés à des boîtes de nuit ou à des go-go bars.

### Bordels militaires
Pour tenter de lutter contre la propagation des IST, y compris le VIH, et par accord intergouvernemental, un certain nombre de bordels ont été créés à l'usage exclusif des troupes britanniques stationnées dans le pays,,. Les prostituées, pour la plupart originaires du Guatemala, devaient porter une carte d'identité avec photo, et subir des contrôles de santé hebdomadaires. L'utilisation de préservatifs était obligatoire.

## Trafic sexuel
Le Belize est un pays d'origine, de transit et de destination pour les hommes, les femmes et les enfants victimes de trafic sexuel. Le rapporteur spécial des Nations unies sur la traite des personnes a signalé que les membres de la famille facilitent la traite sexuelle des femmes et des filles béliziennes. Dans les régions touristiques, les touristes sexuels d'enfants, étrangers, principalement des États-Unis, exploitent les enfants victimes de la traite sexuelle. Le trafic sexuel de femmes et de filles béliziennes et étrangères, principalement d'Amérique centrale, se produit dans les bars, les boîtes de nuit, les bordels et les services domestiques. Les hommes, femmes et enfants LGBTI sont vulnérables au trafic sexuel. Les hommes, les femmes et les enfants étrangers - en particulier d'Amérique centrale, du Mexique et d'Asie - migrent volontairement vers le Belize à la recherche d'un travail et sont souvent exploités par des trafiquants qui recrutent des victimes en utilisant de fausses promesses d'emplois relativement bien rémunérés. Certains migrants sont victimes de trafic sexuel. La complicité des fonctionnaires reste un problème.
Le Bureau de surveillance et de lutte contre la traite des personnes du département d'État des États-Unis classe le Belize parmi les pays de niveau 3.